# 타니아 아메드
타니아 아메드(벵골어: তানিয়া আহমেদ, 1968년 12월 20일 ~ )는 방글라데시의 배우, 모델, 안무가, 감독이다. 2016 방글라데시 국립 영화상 여우조연상 수상자이다.